# ПАЭС-2500
ПАЭС-2500 – передвижная автоматизированная газотурбинная электростанция. Выпускается на ОАО «Мотор Сич». Предназначена, для снабжения электроэнергией промышленных и бытовых объектов, для компенсации недостатка электроэнергии при пиковых нагрузках и для резервирования электроэнергии. Может транспортироваться железнодорожным, автомобильным, водным и воздушным транспортом. 

## Конструкция
Конструкция станции позволяет производить быструю замену агрегатов. В качестве силовой установки используется одновальный турбовинтовой двигатель АИ-20ДМЭ (ДМН). 

## Эксплуатация
Установки ПАЭС-2500 успешно эксплуатируются в различных климатических зонах СНГ, а также в Аргентине, Афганистане, Бразилии, Венгрии, Гвинее и Пакистане.

## Характеристики
- Номинальная мощность – 2500 кВт.
- Максимальная мощность – 2750 кВт.
- Ток – переменный, трёхфазный.
- Напряжение – 6300 (13800) В.
- Частота тока – 50 (60) Гц.
- Топливо – жидкое (керосин, дизельное топливо)/ газообразное (природный, попутный нефтяной газы).
- Габаритные размеры – 11565х2500х3700 мм.
- Масса - 26500 кг.